# Ласиньи
Ласиньи (фр. Lassigny) — коммуна на севере Франции, регион О-де-Франс, департамент Уаза, округ Компьень, кантон Турот. Расположена в 56 км к юго-востоку от Амьена и в 22 км к северу от Компьеня, в 7 км от автомагистрали А1 "Север".
Население (2018) — 1 384 человека.

## Достопримечательности
- Церковь Святого Криспина
- Башня Ролан на мотте XII века

## Экономика
Уровень безработицы (2017) — 15,3 % (Франция в целом — 13,4 %, департамент Уаза — 13,8 %). 

Среднегодовой доход на 1 человека, евро (2018) — 21 350 (Франция в целом — 21 730, департамент Уаза — 22 150).

## Демография
Динамика численности населения, чел.

## Администрация
Пост мэра Ласиньи с 2019 года занимает Лоран Маро (Laurent Marot). На муниципальных выборах 2020 года возглавляемый им список победил в 1-м туре, получив 57,8 % голосов.
| Период | Период | Фамилия     | Партия                             | Примечания                                                |
| ------ | ------ | ----------- | ---------------------------------- | --------------------------------------------------------- |
| 1965   | 2001   | Пьер Дюбуа  | Объединение в поддержку Республики | член Генерального совета департамента                     |
| 2001   | 2008   | Бернар Уйве | Союз за народное движение          |                                                           |
| 2008   | 2019   | Тьерри Фро  | Социалистическая партия            | профессор колледжа, член Генерального совета департамента |
| 2019   |        | Лоран Маро  |                                    |                                                           |

## Галерея

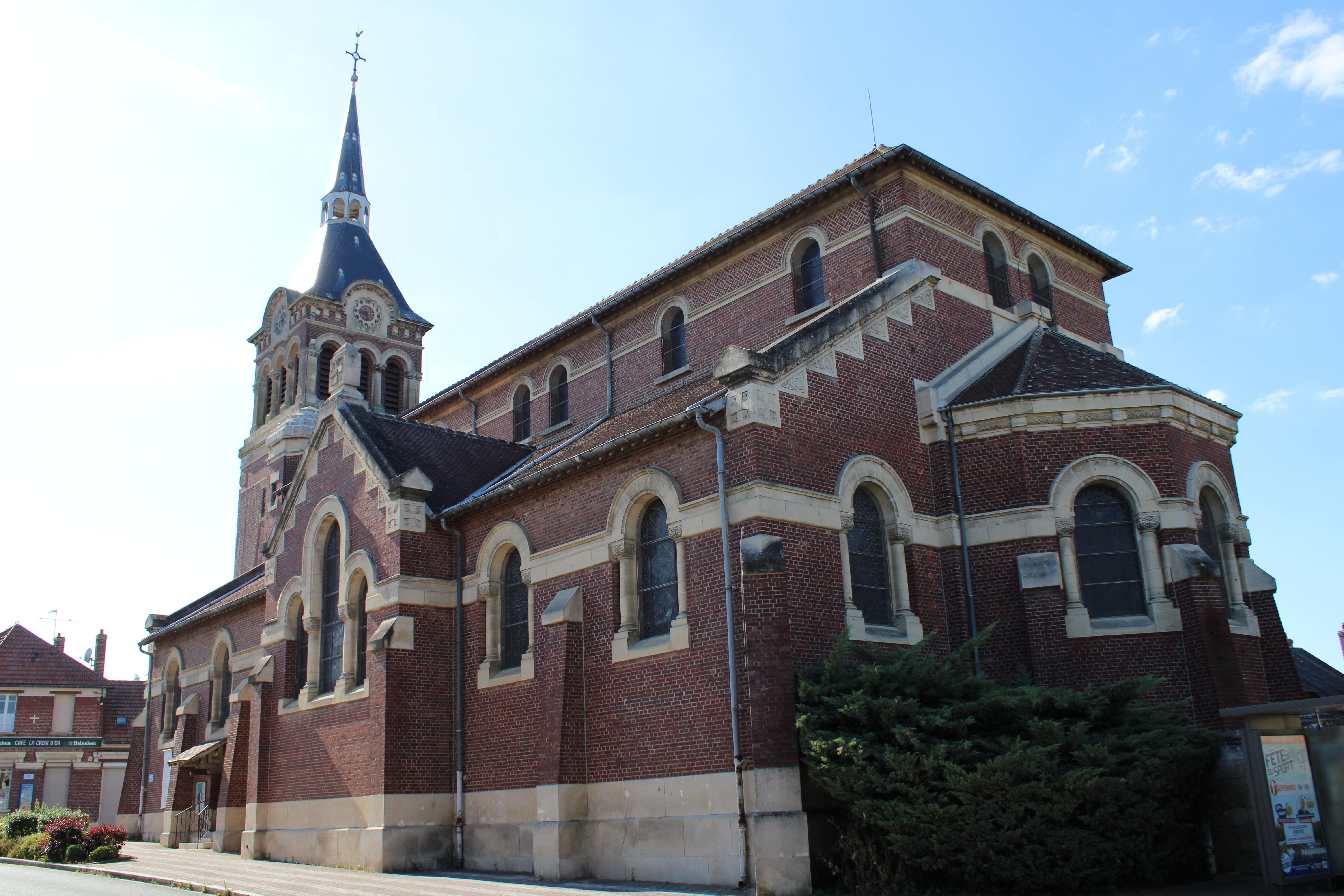
Церковь Святого Криспина
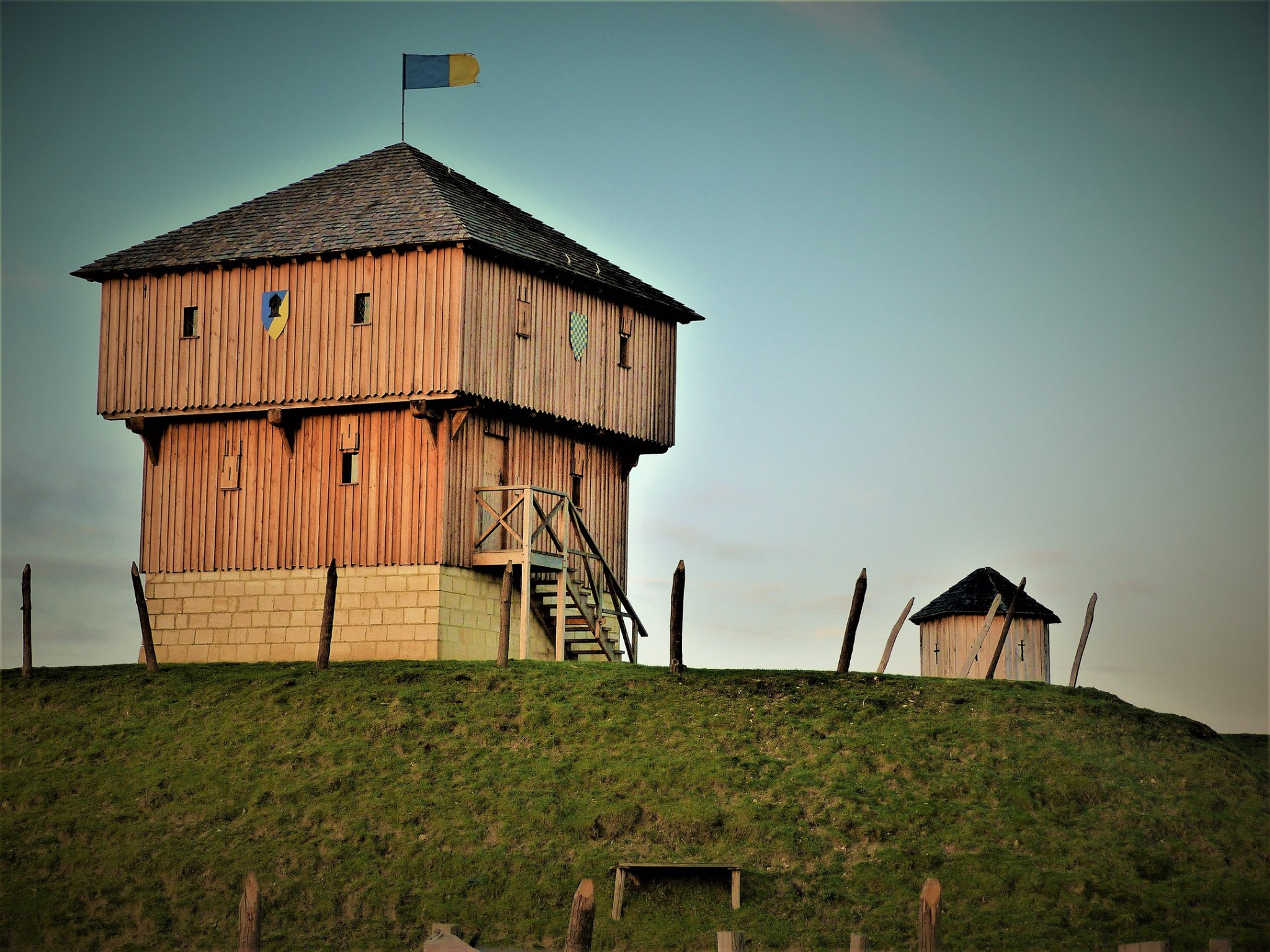
Башня Ролан
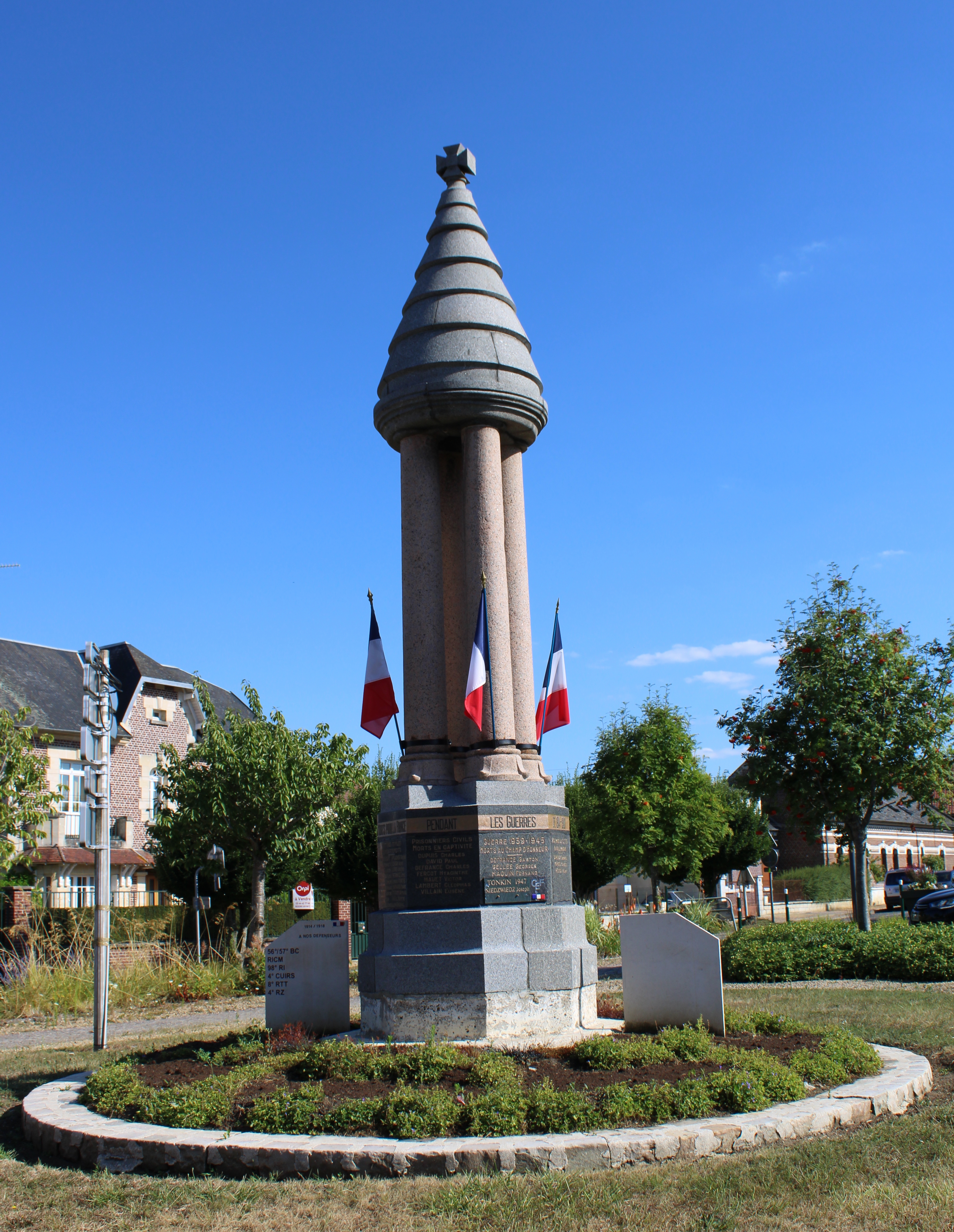
Памятник павшим

1. 1 2  база данных о французских коммунах — Национальный географический институт Франции, 2015.